# 呉敦義
呉 敦義（ご とんぎ）は、中華民国（台湾）の政治家。中国国民党主席、中国国民党第一副主席（副党首）、中国国民党主席（代理）、南投県長、高雄市長、行政院長（第23代）、副総統（第10代）などを歴任。

## 経歴
1948年、台湾省台中県（現：南投県）生まれ。国立台湾大学歴史学科に在学中、学内誌に掲載した文章が、当時の行政院長蔣経国の目にとまり、招待されたことがきっかけで政治家を志すことになったという。。
大学卒業後、陸軍軍官学校教官を経て、中国時報記者となったが、まもなく1973年に台北市議会議員として政界入り。南投県長を2期8年務めた後、1990年に高雄市長に抜擢され、1994年には初の民選高雄市長となる。だが、民選市長の2期目は民進党の謝長廷に僅差で敗れた。
2002年より立法委員となり、中国国民党秘書長（党幹事長に相当）、党副主席を歴任。2009年9月、劉兆玄内閣の総辞職後、馬英九総統から行政院長に指名された。2011年6月、馬英九総統から、2012年中華民国総統選挙の中国国民党副総統候補に指名された。2012年1月14日実施の2012年中華民国総統選挙で馬英九総統が再選されたことにより、第10代中華民国副総統の就任が決まった。
2012年1月31日、呉敦義内閣は総辞職し、陳冲行政院副院長が後任内閣を組織した。
2012年5月20日、第13代中華民国副総統に就任。
2014年6月4日、中国国民党第一副主席に就任。
2014年12月3日、馬英九総統が統一地方選挙大敗に伴い中国国民党主席を引責辞任し、主席（代理）に就任。
2015年1月19日、党内選挙にて選出された朱立倫新北市長の主席就任に伴い、中国国民党主席（代理）および第一副主席を退任。
2016年5月9日、馬英九総統より、中正勲章を授与される。
2016年5月20日、任期満了により第13代中華民国副総統を退任。
2017年5月の国民党主席選挙で当選。中華人民共和国の習近平（中国共産党中央委員会総書記）は祝電を寄せ、呉も返電を行った。8月20日の全国代表大会にて正式に主席に就任するも、この際は中国共産党から慣例の祝電は届かず、憶測を呼んだ。10月の中国共産党第十九回全国代表大会では再選した習総書記に呉は祝電をおくってる。
2019年2月14日、2020年の総統選で勝利して国民党に政権復帰した際は中華人民共和国と平和協定の協議を行うと述べた。
2020年1月、立法委員選で比例名簿15位に登載されるも、落選。2020年の総統選と立法委員選での敗北により、国民党主席を辞任。

## 対中・対日関係
国民党主席に就任する直前、日本メディアの取材に対して、以下の方針・政策を表明している。
- 中華人民共和国に対しては「二つの中国」「一中一台」は言わない。台湾海峡両岸の現状は「分治」だ。「中国」がどの政府を指すかを各々が主張する「一中各表（中国語版）」が、国民党員の大多数の支持する路線だ。
- 中国共産党の習総書記との会談は、総統府の同意があれば出席する。
- 「中国国民党」から「台湾国民党」への党名変更は必要ない。
- 我々（国民党）は親日であり、「過去は過去」だ。